# Tetrahymena
Tetrahymena è un genere di protisti ciliati comuni in acqua dolce. Le due specie tetrahymena thermophila e tetrahymena pyriformis sono utilizzate come organismi modello nella ricerca biomedica.
A differenza degli altri eucarioti e come per gli altri ciliati, tetrahymena ha due tipi differenti di nuclei (dimorfismo nucleare), uno piccolo (micronucleo), diploide usato per la riproduzione e uno più grande (macronucleo) poliploide per il funzionamento della cellula. Il macronucleo è prodotto dal micronucleo per ampliamento del genoma. La sua divisione avviene per amitosi. Periodicamente il macronucleo deve essere rigenerato dal micronucleo. In molti casi questo avviene attraverso la riproduzione sessuale che avviene usualmente per coniugazione.

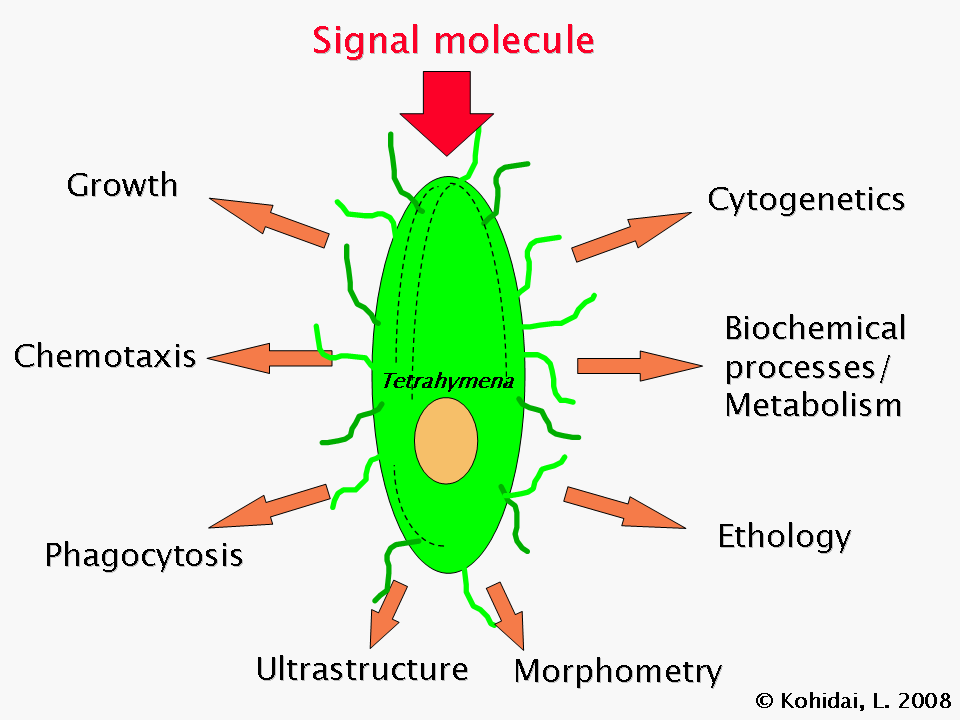
I molti campi della ricerca biomedica dove le cellule di Tetrahymena sono usate come modelli

## Organismo modello nella biologia sperimentale

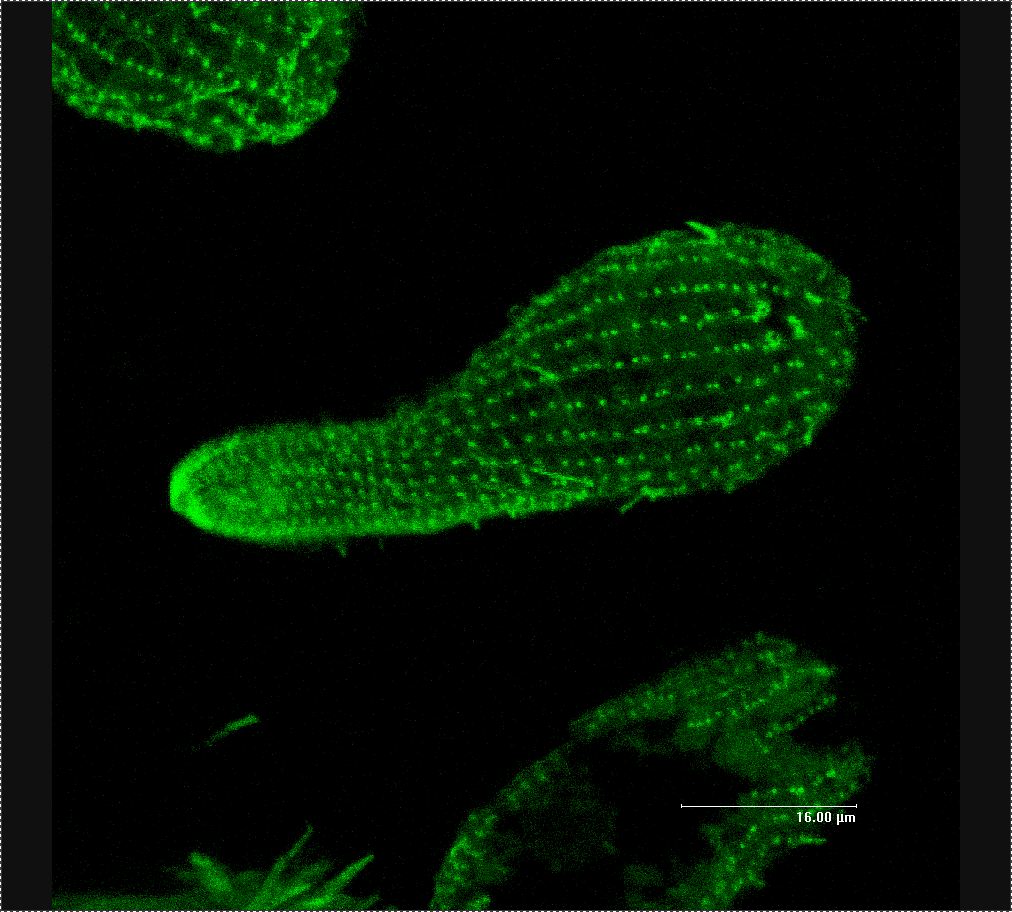
β-tubulina in Tetrahymena.

Come protozoo ciliato, Tetrahymena thermophila esibisce dimorfismo nucleare: due tipi di nuclei cellulari. Essi hanno un macronucleo più grande, non della linea germinale, e un piccolo micronucleo, della linea germinale, in ciascuna cellula allo stesso tempo ed entrambi eseguono funzioni diverse con distinte proprietà citologiche e biologiche. Questa versatilità unica permette agli scienziati di usare Tetrahymena per identificare parecchi fattori chiave riguardanti l'espressione genica e l'integrità genomica. Inoltre, Tetrahymena possiede dozzine di ciglia ed ha complicate strutture microtubulari, che lo rendono un modello ottimale per illustrare la diversità e le funzioni delle disposizioni microtubulari.
Poiché Tetrahymena può essere coltivata facilmente in grande quantità nel laboratorio, essa è da anni una grande fonte per le analisi biochimiche, specificamente per le attività enzimatiche e per la purificazione dei componenti sub-cellulari. Inoltre, con l'avanzamento delle tecniche genetiche è diventata un eccellente modello per studiare la funzione genica in vivo. Il recente sequenziamento del genoma del macronucleo dovrebbe garantire che Tetrahymena continuerà ad essere utilizzata come sistema modello.
Tetrahymena thermophila può esistere in 7 diversi sessi che possono riprodursi in 21 combinazioni diverse, e una singola tetrahymena non può riprodursi sessualmente con sé stessa.
Gli studi su Tetrahymena hanno contribuito a parecchie pietre miliari scientifiche tra cui:
1. Prima cellula che mostrava la divisione sincronizzata, che condusse alle prime comprensioni dell'esistenza di meccanismi che controllano il ciclo cellulare.[2]
2. Identificazione e purificazione della prima proteina motrice basata sul citoscheletro come la dineina.[2]
3. Aiuto nella scoperta dei lisosomi e dei perossisomi.[2]
4. Prima identificazione molecolare della ridisposizione genomica somatica.[2]
5. Scoperta della struttura molecolare dei telomeri, dell'enzima telomerasi, del ruolo di stampo dell'RNA telomerasi e dei loro ruoli nella senescenza cellulare e nella guarigione cromosomica (per la quale fu vinto un premio Nobel).[2]
6. Co-scoperta premiata con il premio Nobel (1989, per la Chimica) dell'acido ribonucleico catalitico (ribozima).[2]
7. Scoperta della funzione dell'acetilazione dell'istone.[2]
8. Dimostrazione dei ruoli della modificazione post traduzionale come l'acetilazione e la glicilazione sulle tubuline e scoperta degli enzimi responsabili di alcune di queste modificazioni (glutamilazione).
9. Struttura cristallina del ribosoma 40S in unione con il suo fattore di iniziazione eIF1.
10. Prima dimostrazione che due dei codoni di stop "universali", UAA e UAG, codificheranno per la glutammina in alcuni eucarioti, lasciando UGA come unico codone di terminazione in questi organismi.[3]
11. Scoperta dell'autosplicing dell'RNA.[4]